# Хајд Парк (Њујорк)
Хајд Парк (енгл. Hyde Park) насељено је место без административног статуса у америчкој савезној држави Њујорк.

## Демографија
По попису из 2010. године број становника је 1.908.
| Група             | 2000.    | 2010.         |
| Белци             | 0 (0,0%) | 1.710 (89,6%) |
| Афроамериканци    | 0 (0,0%) | 63 (3,3%)     |
| Азијати           | 0 (0,0%) | 32 (1,7%)     |
| Хиспаноамериканци | 0 (0,0%) | 94 (4,9%)     |
| Укупно            | 0        | 1.908         |